# ゼイ・アール
株式会社ゼイ・アールは、岡山県岡山市南区に本社を置く引越専門の運輸業である。
国鉄分割民営化以前から「JR」の名称を使用しており、JR各社とは無関係。混同を避けるため現在では「ゼイ・アール引越センター」を前面に出している。
本社のほか香川県高松市、広島県福山市に営業所を持つ。

## 営業エリア
- 岡山県全域
- 香川県全域
- 広島県全域